# Phragmataecia albicans
Phragmataecia albicans är en fjärilsart som beskrevs av Walker 1856. Phragmataecia albicans ingår i släktet Phragmataecia och familjen träfjärilar. Inga underarter finns listade i Catalogue of Life.